# Brüder und Schwestern des freien Geistes
Brüder und Schwestern des freien Geistes ist eine vereinheitlichende Bezeichnung für eine Anzahl pantheistisch-mystischer Glaubensgruppen im Mittelalter. Der Name geht auf das Bibelwort zurück: „Wo aber der Geist des Herrn ist, da ist Freiheit“ (2 Kor 3,17 ). Sie wurden von Papst Clemens V. auf dem Konzil von Vienne im Jahre 1311 als häretisch verdammt und abwertend Adamiten genannt.

## Geschichte
Im Jahr 1270 untersuchte Albertus Magnus die Glaubenstreue einer Gruppe von Menschen mit besonderen mystischen Überzeugungen, die im schwäbischen Ries lebte und unter Ketzereiverdacht geraten war. Die Niederschrift des Gelehrten, der den Verdacht gegen die genannte Gruppe bestätigte, ist die bislang älteste Quelle über die „Brüder und Schwestern vom freien Geist“: Dreh- und Angelpunkt ihrer Spiritualität war der auch sonst in der christlichen Mystik verbreitete Gedanke, dass die menschliche Seele in besonderen Fällen eine Vereinigung mit Gott schon im Diesseits, die sogenannte Unio Mystica, erleben könne. Zum Konflikt mit der römischen Kirche kam es, da aus dieser Annahme weitergehende Konsequenzen gezogen wurden als sonst üblich: Die unmittelbar mit Gott vereinte Seele brauchte keine Kirche mehr, keine Heilsvermittlung durch Priester und Sakramente. Außerdem konnte es für die direkt mit Gott verbundenen Gläubigen keine Sünde mehr geben, die Gesetze und Moralvorschriften galten für sie nicht mehr.
Diese letztgenannte Überzeugung setzte sie dem Verdacht schrankenloser Amoralität aus. Da die „Brüder und Schwestern“ aber fast nur aus den Beschreibungen ihrer Gegner bekannt sind, ist es möglich, dass dies ein Missverständnis bzw. eine böswillige Übertreibung war. Falls die wegen Ketzerei verbrannte Mystikerin Marguerite Porete dem Umfeld der „Brüder und Schwestern vom freien Geist“ zuzurechnen ist, wie vielfach angenommen wird, gibt es eine harmlose Erklärung für die Geringschätzung von Gesetz und Moral. In Margeruites Werk Miroir des simples âmes („Spiegel der einfachen Seelen“) wird deutlich, dass die mit Gott vereinte Seele – verkürzt gesagt – deswegen keine Vorschriften mehr beachten muss, weil der in ihr wirkende (gute) Wille Gottes dafür sorgt, dass sie automatisch das Gute tut. Keineswegs bedeutet es, dass eine böse Tat, wenn sie nur von einem mit dem Geist der Freiheit gesegneten Menschen verübt würde, nicht mehr als böse zu gelten habe, wie die kirchlichen Verfolger unterstellten.
Die Brüder und Schwestern des freien Geistes sind nicht von dem Anfang des 13. Jahrhunderts wirkenden pantheistischen Theologen Amalrich von Bena ins Leben gerufen worden und haben trotz mancher inhaltlicher Parallelen vermutlich auch nichts mit den sich auf diesen berufenden und schon bald ausgerotteten Amalrikanern zu tun. Überhaupt ist nicht von einer einheitlich organisierten Sekte auszugehen, sondern von locker miteinander sowie auch mit „rechtgläubigen“ Mystikern verbundenen Gruppen, die die allgemein der Mystik innewohnende Tendenz zur Individualisierung der Gottesbeziehung zu intensivieren suchten.
Die in mehreren Ländern Europas verbreiteten „Brüder und Schwestern vom freien Geist“ waren im 14. und beginnenden 15. Jahrhundert wiederholt Verfolgungen ausgesetzt, zuletzt 1458 in Mainz. Seit dem ausgehenden 15. Jahrhundert ist nichts mehr von ihnen bekannt.
Auch der berühmte Mystiker Meister Eckhart wurde häretischer Überzeugungen in der Art der „Brüder und Schwestern des Freien Geistes“ verdächtigt und einem langwierigen Prozess unterzogen. Eckhart selbst bestritt immer jede Nähe zu unkirchlichen Häresien. Der Prozess führte dennoch zu einer Verurteilung einzelner Sätze des Mystikers, der allerdings noch vor dem Ende des Prozesses eines natürlichen Todes gestorben war.
Zahlreiche christliche Theologen, wie Jordan von Quedlinburg, und Mystiker, wie Johannes Tauler und Der Frankfurter, verwarfen die Lehre der „Brüder und Schwestern des Freien Geistes“ als unchristlich.